# Принстон (Північна Кароліна)
Принстон (англ. Princeton) — місто (англ. town) в США, в окрузі Джонстон штату Північна Кароліна. Населення — 1315 осіб (2020).

## Географія
Принстон розташований за координатами 35°27′59″ пн. ш. 78°9′38″ зх. д. / 35.46639° пн. ш. 78.16056° зх. д. (35.466523, -78.160444).  За даними Бюро перепису населення США в 2010 році місто мало площу 2,68 км², уся площа — суходіл.

## Демографія
Згідно з переписом 2010 року, у місті мешкали 1194 особи в 502 домогосподарствах у складі 320 родин. Густота населення становила 445 осіб/км².  Було 571 помешкання (213/км²).
Расовий склад населення:
| - 67,2 % — білих - 25,5 % — чорних або афроамериканців - 0,9 % — азіатів - 0,8 % — корінних американців - 3,9 % — осіб інших рас |

До двох чи більше рас належало 1,7 %. Частка іспаномовних становила 5,9 % від усіх жителів.
За віковим діапазоном населення розподілялося таким чином: 26,0 % — особи молодші 18 років, 56,7 % — особи у віці 18—64 років, 17,3 % — особи у віці 65 років та старші. Медіана віку мешканця становила 38,4 року. На 100 осіб жіночої статі у місті припадало 76,6 чоловіків;  на 100 жінок у віці від 18 років та старших — 74,4 чоловіків також старших 18 років.
Середній дохід на одне домашнє господарство  становив 44 475 доларів США (медіана — 29 531), а середній дохід на одну сім'ю — 54 181 долар (медіана — 41 500). Медіана доходів становила 50 625 доларів для чоловіків та 24 226 доларів для жінок. За межею бідності перебувало 21,5 % осіб, у тому числі 32,1 % дітей у віці до 18 років та 6,8 % осіб у віці 65 років та старших.
Цивільне працевлаштоване населення становило 507 осіб. Основні галузі зайнятості: мистецтво, розваги та відпочинок — 22,9 %, роздрібна торгівля — 20,7 %, виробництво — 18,3 %.